# Aureilhan (Alti Pirenei)
Aureilhan è un comune francese di 8 139 abitanti situato nel dipartimento degli Alti Pirenei nella regione dell'Occitania.

## Società

### Evoluzione demografica
Abitanti censiti